# خارنگاری
خارنگاری (به انگلیسی: Thornography) آلبومی از کریدل آو فیلث است که در سال ۲۰۰۶ میلادی منتشر شد.